# (29464) Leonmiš
(29464) Leonmiš, désignation internationale (29464) Leonmis, est un astéroïde de la ceinture principale.

## Description
(29464) Leonmis est un astéroïde de la ceinture principale. Il fut découvert le 5 octobre 1997 à l'Observatoire d'Ondřejov par Petr Pravec. Il présente une orbite caractérisée par un demi-grand axe de 2,55 UA, une excentricité de 0,18 et une inclinaison de 2,3° par rapport à l'écliptique.

## Compléments